# Kabinett Neumayr
Das Kabinett Neumayr bildete vom 4. Oktober 1864 bis zum 4. Dezember 1864 die von König Ludwig II. nach dem Ende des Ministeriums  Karl von Schrenck von Notzing berufene kommissarische Landesregierung des Königreiches Bayern.
| Amt                                                                          | Name                                |
| ---------------------------------------------------------------------------- | ----------------------------------- |
| Vorsitzender im Ministerrat sowie Staatsminister des Kgl. Hauses und Äußeres | Maximilian von Neumayr als Verweser |
| Staatsminister des Innern                                                    | Maximilian von Neumayr              |
| Staatsminister des Innern für Kirchen- und Schulangelegenheiten              | Nikolaus von Koch                   |
| Staatsminister der Justiz                                                    | Eduard Peter Ritter von Bomhard     |
| Staatsminister der Finanzen                                                  | Benno Heinrich Ritter von Pfeufer   |
| Staatsminister des Handels und der öffentlichen Arbeiten                     | Maximilian von Neumayr              |
| Kriegsminister                                                               | Eduard Ritter von Lutz              |